# Acétylcholinestérase
En enzymologie, une acétylcholinestérase est une hydrolase qui catalyse la réaction :
CH3COOCH2CH2N+(CH3)3 + H2O → CH3COO− + HOCH2CH2N+(CH3)3.
Ces enzymes assurent le clivage de l'acétylcholine, un neurotransmetteur, en ion acétate et choline dans les synapses, réaction nécessaire pour permettre aux neurones cholinergiques de revenir à l'état de repos après leur activation par des influx nerveux, par exemple dans les plaques motrices.
On trouve également une protéine de 535 résidus d'acides aminés, N-glycosylée, ayant une activité enzymatique d'acétylcholinestérase (AChE) liée par un glycosylphosphatidylinositol (GPI) à la surface des globules rouges. Le polymorphisme (Yta→Ytb : His353Asn) de cette AChE érythrocytaire est à l'origine des antigènes du système de groupes sanguins Cartwright, système YT (011) antigènes Yta (001) très fréquent et Ytb(002) rare. Gène ACHE, OMIM (en) 112100, localisé en 7q22.1, fréquences allèliques en Europe : Yta 0.9559, Ytb 0.0441. Lié génétiquement au gène Kell, lod score de 3.48 pour Θ = 0.28, soit une distance de 28 centimorgans. Un épissage au niveau du quatrième exon fait qu'au niveau C-terminal cette protéine peut être ancrée par un GPI à la surface de l'érythrocyte, mais pas sur le tissu nerveux.